# Jeanette Epps
Pour les articles homonymes, voir Epps.
Jeanette J. Epps, née le 2 novembre 1970 à Syracuse (New York), est une astronaute de la National Aeronautics and Space Administration (NASA), sélectionnée en 2009. Elle effectue son premier vol dans l'espace à bord de SpaceX Crew-8 en mars 2024.

## Biographie
Née à Syracuse (New York) Jeanette Epps est en fait originaire de Fairfax (Virginie). Dans une interview (2017), elle raconte qu'elle vient d'une famille nombreuse de condition simple, que ses parents n'avaient pas dépassé le niveau baccalauréat et qu'elle doit à sa sœur jumelle Janet d'avoir été stimulée dans la poursuite de ses études.
Jeanette Epps est diplômée du Le Moyne College et de l'université du Maryland (master de science en 1994, et doctorat en ingénierie spatiale, en 2000). En 2016, elle reçoit un doctorat honoris causa en « lettres humanistes » (“Human Letters”) de la part du Le Moyne College.
Pendant sept ans, de 2002 à 2009, elle exerce à la Central Intelligence Agency (CIA) en tant que spécialiste du renseignement technique. 
En août 2009, elle est intégrée au vingtième groupe d'astronautes de la NASA, cinquante ans après la première sélection.

## Carrière d'astronaute

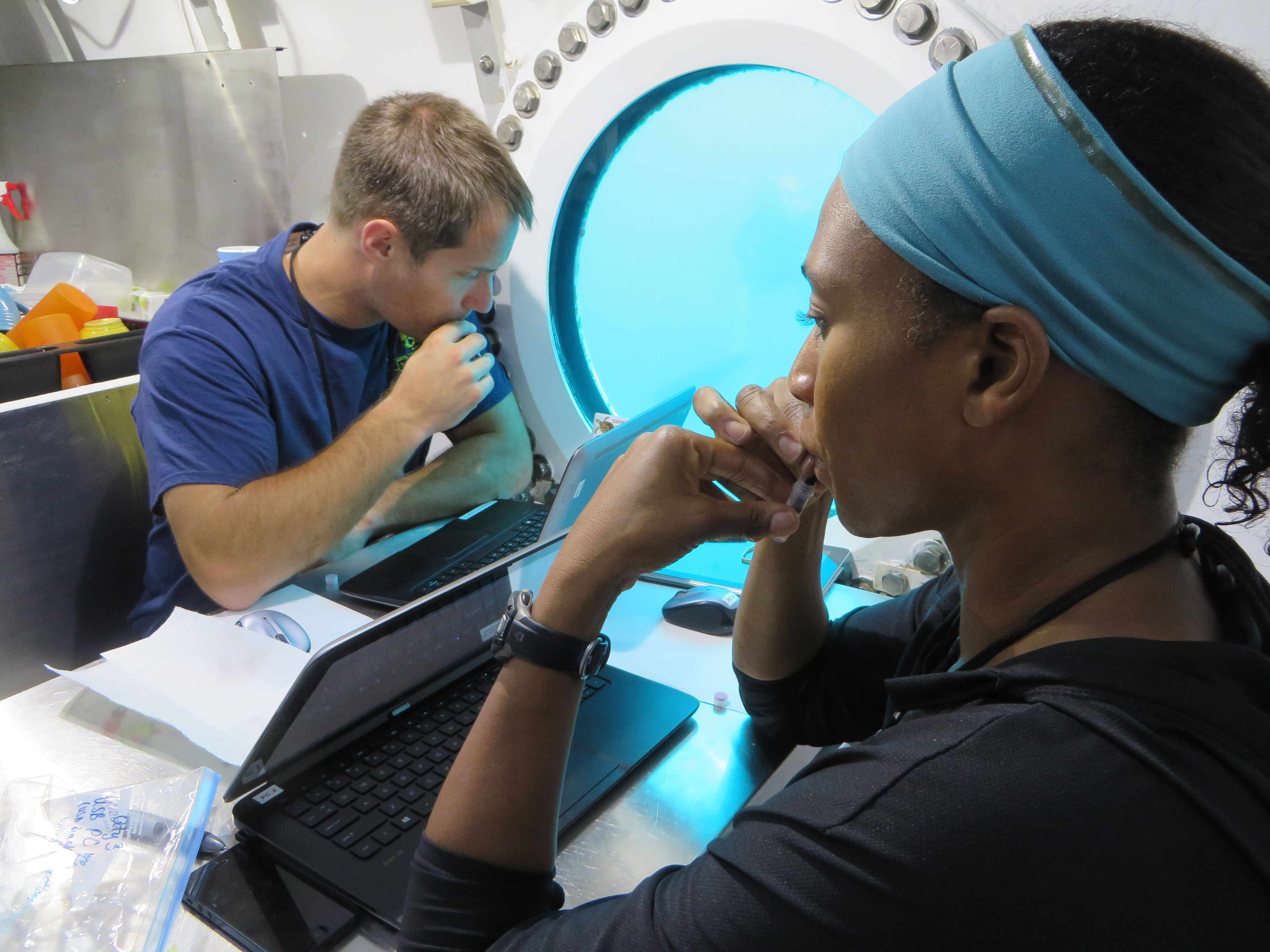
Jeanette Epps et le Français Thomas Pesquet en 2014, pendant la mission sous-marine NEEMO 18.

La formation des astronautes inclut des séjours sous la mer dans des habitacles aux capacités restreintes. Le 10 juin 2014, la NASA annonce qu'Epps séjournera à bord du laboratoire sous-marin Aquarius lors de la mission NEEMO 18, avec trois autres personnes dont le Français Thomas Pesquet. Celle-ci débute le 21 juillet et dure neuf jours.

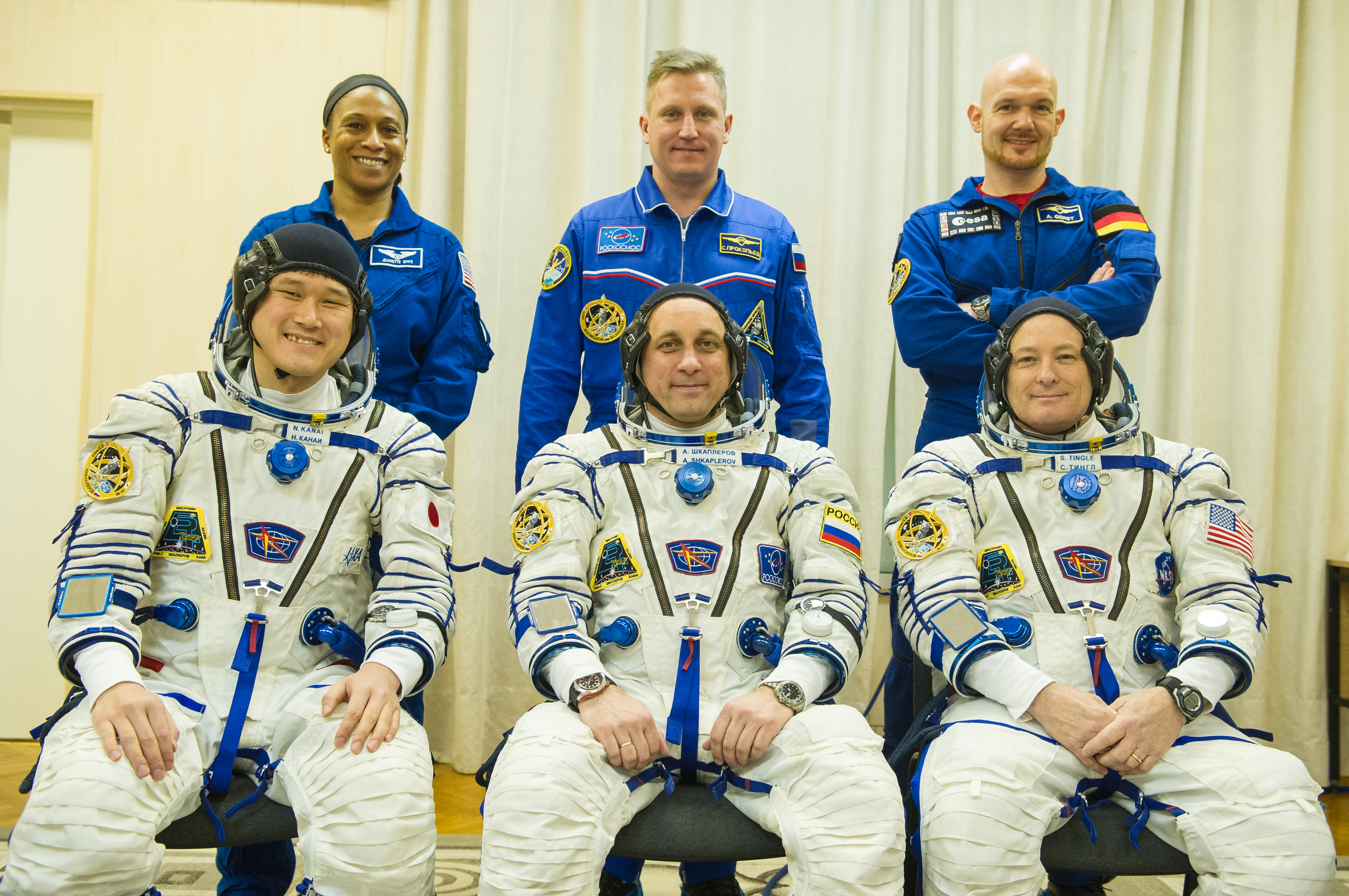
Jeanette Epps (en haut à gauche) aux côtés de Prokopiev et de Gerst forme l'équipage de réserve des expéditions 54 et 55 de l'ISS. Au premier plan : l'équipage titulaire.

Le 4 janvier 2017, alors qu'Epps fait partie de l'équipage de réserve des expéditions 54 et 55 de la Station spatiale internationale (avec le Russe Sergueï Prokopiev et l'Allemand Alexander Gerst), la NASA annonce que tous trois s'envoleront sur Soyouz MS-09 durant l'été 2018 pour participer aux expéditions 56 et 57. Mais le 4 janvier 2018, elle annonce qu'Epps sera remplacée par sa compatriote Serena M. Auñón-Chancellor, sans donner la moindre explication à ce remplacement, ce qui n'est pas sans susciter la curiosité de la presse. Brandi Dean, une porte-parole de l'Agence, se contente d'indiquer : « Nombre de facteurs sont pris en compte pour sélectionner les astronautes pour des missions et ces décisions relèvent de questions personnelles pour lesquelles la Nasa ne fournit pas d'information ». 
Jeanette Epps elle-même ne commente pas son éviction, mais deux semaines plus tard, dans un message posté sur Facebook, son frère, Henry Epps, indique qu'elle est probablement due à des réactions racistes de la part des officiels de la NASA. À cette réaction, ceux-ci répondent laconiquement par une déclaration au Washington Post : « la diversité et l’inclusion font partie intégrante du succès de la mission à la NASA, (...) nous avons un corps d’astronautes diversifié qui reflète cette approche. »
Durant les deux ans et demi qui s'écoulent, d'autres astronautes américains s'envolent à bord des Soyouz mais Epps n'en fait pas partie. Elle est le seul membre de son groupe (qui en comprend 14) à ne pas prendre la route de l'espace depuis la Russie et l'on n'en connait pas la raison.

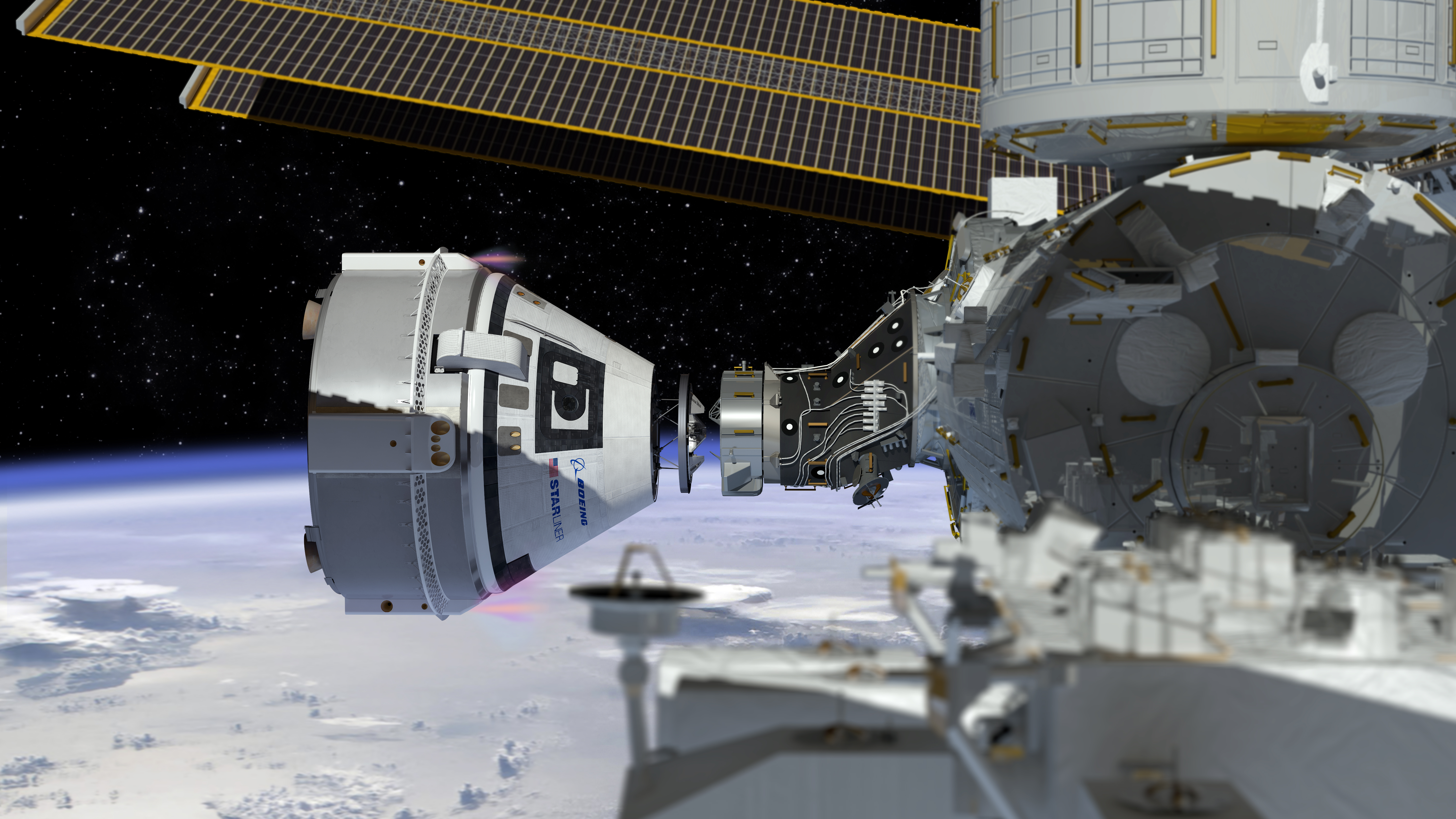
Vue d'artiste montrant l'amarrage du Starliner à la Station spatiale internationale.

En 2019, en compagnie de cinq autres astronautes, Epps participe au programme de formation CAVES (en) organisé par l’ESA, simulant les exigences de l’exploration de terrains inconnus, tels que ceux attendus sur la Lune et Mars. Elle est la deuxième femme à participer à ce programme, après sa collègue Jessica Meir, trois ans plus tôt.
Le 25 août 2020, soit trois mois après que les Américains ont réussi à envoyer à nouveau des hommes dans l'espace par leurs propres moyens (vol SpaceX Demo-2), la NASA annonce que Epps est rajoutée à l'équipage prévu pour participer au deuxième vol habité du vaisseau Starliner, nommé Boeing Starliner-1 programmé l'année suivante. Jim Bridenstine, administrateur de la NASA, prend spécialement la parole dans un tweet pour qualifier cette décision d' « ajout fantastique ».
En avril 2023, à cause des retards nombreux de ce lancement, elle est transférée à la mission SpaceX Crew-8 qui décolle le 4 mars 2024. Elle participe alors aux Expéditions 70 / 71 et revient sur terre le 25 octobre 2024 après 235 jours en orbite.